# Друффель, Петер
Петер Друффель (нем. Peter Druffel; 8 октября 1848, Виденбрюк, Северный Рейн-Вестфалия — 27 июля 1903, Мюнстер, Северный Рейн-Вестфалия) — немецкий композитор и музыковед.

## Биография
Изучал медицину и музыку в университетах Бонна, Марбурга, Вюрцбурга и Берлина. Работал военным врачом в Мюнстере, где в 1878 году основал Вагнеровское общество. Затем служил главным врачом армейского штаба в Трире.
Композиции Друффеля — преимущественно романсы и баллады; ему также принадлежат мистерия «Искупитель» (нем. Der Erlöser) для солистов, хора и оркестра, кантата «Святой из Эппельбринка» (нем. Der Heilige von Eppelbrink, по Фридриху ван Хоффсу), церковная хоровая музыка.
Издавал средневековые вокальные произведения (немецкие песни XV и XVI веков, мадригалы и канцонетты Палестрины).